# 称名寺 (鎌倉市)
称名寺（しょうみょうじ）は、神奈川県鎌倉市今泉にある浄土宗の寺院。山号は今泉山。本尊は阿弥陀如来。通称は今泉不動。

## 歴史
弘仁元年（810年）、空海の創建と伝えられる。もともとは円宗寺という寺で、不動堂の別当を兼ねていた。一度は廃絶したが、貞享元年（1684年）に直誉蓮入が本堂を再建した。元禄6年（1693年）には増上寺の末寺となり、「今泉山」という山号と「称名寺」という寺名を受けた。